# تشویش اذهان عمومی

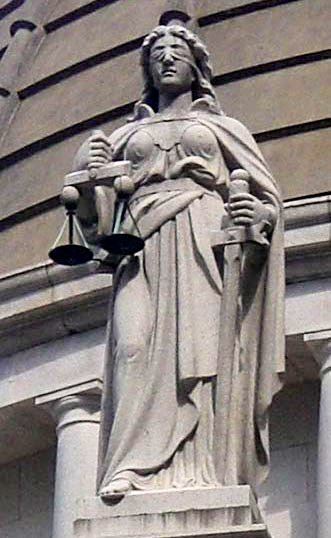
فرشته دادگری، با چشمانی بسته و ترازویی در دست

تشویش اذهان عمومی واژه‌ای حقوقی که بعد از انقلاب ۱۳۵۷ ایران کاربردی شد، به این صورت که واژه‌ای کلیدی برای جرم‌های سیاسی گردید. افرادی که به‌صورتی که در قانون آمده است بر ضد مسئولان نظام حاکم صحبتی بنمایند یا نوشته‌ای منتشر نمایند که خلاف واقع باشد یا نباشد مجرم به تشویش اذهان عمومی (افکار عموم مردم را ناراحت و نگران کنند) می‌باشند و مطابق قانون مجازات خواهند شد.

## اشکال ساختاری
در قانون اساسی آمده است آزادی بیان برای کلیه افراد و در عین حال در صورتی که نوشته‌ای یا بیانی نقد گونه ایجاد شود ممکن است مستوجب پیگرد با قانون تشویش اذهان عمومی شود بدیهی است این باریکه قانونی نگاه تیز قاضی‌های عادل را می‌طلبد.

## متن قانون
در ماده ۶۹۸ قانون مجازات اسلامی آمده است: «هر کس به قصد اضرار به غیر، یا تشویش اذهان عمومی یا مقامات رسمی، به وسیله نامه، یا شکوائیه، یا مراسلات، یا عرایض، یا گزارش، یا توزیع هر گونه اوراق چاپی یا خطی با امضاء یا بدون امضاء، اکاذیبی را اظهار نماید، یا با همان مقاصد، اعمالی را برخلاف حقیقت رأساً یا به عنوان نقل قول به شخص حقیقی یا حقوقی یا مقامات رسمی، تصریحاً یا تلویحاً نسبت دهد، اعم از اینکه از طریق مزبور به نحوی از انحاء ضرر مادی یا معنوی به غیر وارد می‌شود، یا نه، علاوه بر اعاده حیثیت در صورت امکان، باید به حبس از دو ماه تا دو سال یا شلاق تا ۷۴ ضربه محکوم شود.» از ظاهر ماده چنین استنباط می‌شود که عنوان مورد نظر قانونگذار، نشر اکاذیب با علم و قصد اضرار به دیگران یا برای تشویش اذهان عمومی مقید شده است. طبیعی است که کذب هم باید به روشنی خلاف واقعیت باشد، و الا هر نقدی که مخالف نظر، سلیقه و خواست بعضی از مسئولان باشد کذب به حساب نمی‌آید و هر تحلیلی هم که مطابق نظر دادستانی نباشد نمی‌تواند متهم به تشویش اذهان شود.
در بند سوم ماده ۴ لایحه قانون مجازات اسلامی (مصوب قوه قضائیه در ۱۳۸۷) هم یکی از مصادیق جرم سیاسی - نشر اکاذیب یا تشویش اذهان عمومی از طریق سخنرانی در مجامع عمومی، انتشار در رسانه‌ها، توزیع اوراق چاپی یا حامل‌های داده (دیتا) - دانسته شده که مرتکب آن - به حبس از شش ماه تا دو سال یا اجبار به اقامت در محل معین یا منع از اقامت در محل معین از دو تا سه سال و محرومیت از حقوق اجتماعی به مدت پنج سال محکوم خواهد شد -. اما در تبصره دوم همین ماده صراحتاً تذکر داده شده که: (صرف انتقاد از نظام سیاسی یا اصول قانون اساسی یا اعتراض به عملکرد مسئولان کشور یا دستگاه‌های اجرایی یا بیان عقیده در ارتباط با امور سیاسی، اجتماعی، فرهنگی، اقتصادی و نظایر آن جرم محسوب نمی‌شود. تشخیص تفاوتی که در انتقاد از عملکرد و تحلیل مخالف، با نشر اکاذیب و تشویش اذهان وجود دارد قطعاً به عهده دادستانی و دادگاه‌هاست، و اگر مسئولان قضایی نسبت به تفسیر کاملاً مضیق از این عناوین حساسیت کافی به خرج ندهند با تغییر در قوانین هم مشکلی حل نخواهد شد.

## مجازات
حبس از دو ماه تا دو سال یا شلاق تا ۷۴ ضربه مجازات تشویش اذهان عمومی می‌باشد.